# Köprüçay
Köprüçay är en vattenrik flod i Turkiet, känd under antiken som Eurymedon.
Floden rinner upp mellan Kirli Göl och Egirdir Göl och mynnar i Adaliabukten. Köprüçay har en längd av 180 kilometer.